# 俄羅斯的亞歷山德拉·尼古拉耶芙娜女大公
亞歷山德拉·尼古拉耶夫娜女大公（英語：Grand Duchess Alexandra Nikolaevna of Russia，1825年6月24日—1844年8月10日），是俄羅斯帝國女大公和黑森选侯国亲王妃。
她是沙皇尼古拉一世與妻子普魯士的夏洛特的女兒。她长得像外祖母路易絲王后。
1844年，她和黑森-卡塞爾的腓特烈·威廉结婚。腓特烈·威廉原本应该娶亞歷山德拉的姐姐奧爾嘉，但却和亞歷山德拉一见钟情。奧爾嘉并不介意，沙皇夫妇也同意他们的婚事。
婚礼前，她患上了结核病并为使她的孕期十分困难。身体不好的她因不能搬到黑森选侯国而一直留在俄罗斯。1844年，亞歷山德拉比预产期提早三个月早产。诞下一名死产的男婴后死亡。她的丈夫据说一直也不能忘记她并因此对第二位妻子态度冷淡。